# 95008 Ivanobertini
95008 Ivanobertini è un asteroide della fascia principale. Scoperto nel 2002, presenta un'orbita caratterizzata da un semiasse maggiore pari a 2,1998785 UA e da un'eccentricità di 0,2231776, inclinata di 9,03034° rispetto all'eclittica.
L'asteroide è dedicato all'astronomo italiano Ivano Bertini il cui principale campo di ricerca è lo studio dell'ambiente di polveri nelle comete.